# Oliver Stritzel

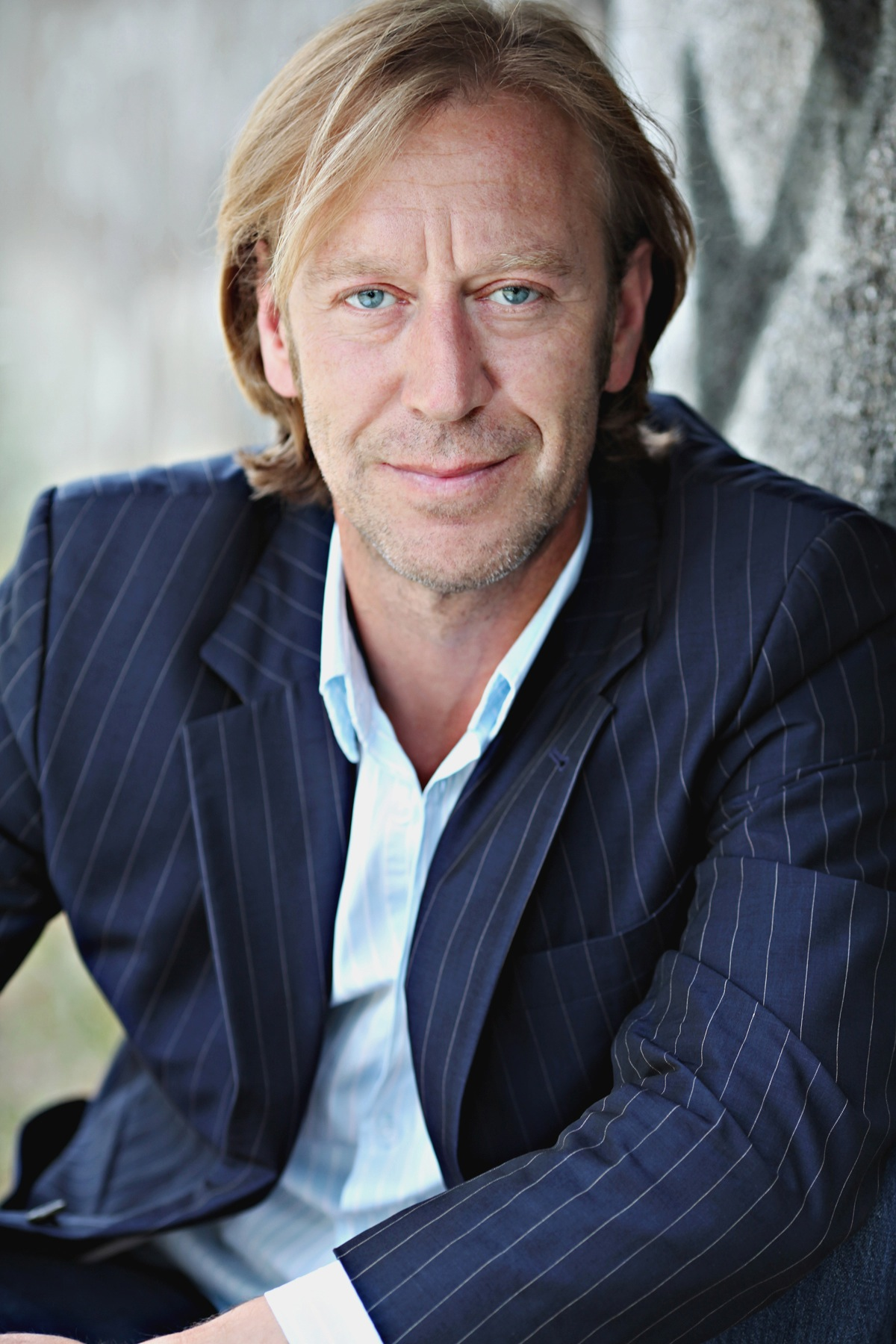
Oliver Stritzel (2009)

Oliver Stritzel (* 9. März 1957 in West-Berlin) ist ein deutscher Schauspieler und Synchronsprecher. Seinen Durchbruch hatte er 1995 als Provinzpolizist Kalle Küppers in der Krimireihe Polizeiruf 110.

## Leben und Karriere
Oliver Stritzel war zunächst Theaterschauspieler an der Freien Volksbühne Berlin und am Städtischen Theater Bonn. Er begann in Wolfgang Petersens Das Boot seine Filmkarriere.
Als Provinzpolizist Kalle Küppers im Polizeiruf 110 des WDR wurde Stritzel an der Seite von Martin Lindow und Andrea Sawatzki einem breiten Fernsehpublikum bekannt. Für die Pilotfolge 1A Landeier erhielt er 1996 den Adolf-Grimme-Preis (zusammen mit Dirk Salomon, Thomas Wesskamp und Martin Lindow).
Daneben lieh Stritzel als Synchronsprecher mehrfach seine Stimme unter anderem Philip Seymour Hoffman, Dwayne Johnson, Michael Wincott, Bruce Greenwood, Kevin Bacon und Josh Brolin. Er synchronisierte des Weiteren Sean Penn in Dead Man Walking, Mickey Rourke in Spun, Hugo Weaving in V wie Vendetta und Cloud Atlas, J. K. Simmons in Whiplash sowie Idris Elba in Pacific Rim als auch in der populären mit dem Golden Globe ausgezeichneten britischen Kriminalserie Luther (2010–2013). Im Animationsfilm Zoomania synchronisierte er den Chief Bogo, der in der Originalversion von Idris Elba gesprochen wurde. In den Fernsehserien Spartacus und The Shannara Chronicles sprach er Manu Bennett (Crixus/Allanon). Bei den Karl-May-Spielen in Bad Segeberg spielte er in der Saison 2016 die Rolle des Cornel Brinkley in Der Schatz im Silbersee.
Stritzel lebt in Berlin.

## Filmografie (Auswahl)

### Als Schauspieler
- 1981: Das Boot (Kino)
- 1982: Der Mann auf der Mauer (Kino)
- 1983: Die Rückkehr der Träume
- 1984: Franz Xaver Brunnmayer (Fernsehserie, Folge Intercity)
- 1984: Zielscheiben (Kino)
- 1986–1999: Der Fahnder (Fernsehserie, verschiedene Rollen, 3 Folgen)
- 1986: Schleuse 17
- 1986: Engels und Konsorten (Fernsehserie)
- 1988: Beule oder Wie man einen Tresor knackt
- 1988: Meister Eder und sein Pumuckl (Fernsehserie, Folge Das Segelboot)
- 1989: SOKO 5113 – Der große Bruder
- 1989: Donner des Todes
- 1989, 1991: Eurocops (Fernsehserie, verschiedene Rollen, 2 Folgen)
- 1990: Der Hammermörder
- 1990–2008: Ein Fall für zwei (Fernsehserie, verschiedene Rollen, 6 Folgen)
- 1992: Abgetrieben
- 1992: Das Nest – Auf den Hund gekommen (Fernsehserie)
- 1994: Tag der Abrechnung – Der Amokläufer von Euskirchen
- 1994: Die Kommissarin (Fernsehserie, Folge Der einsame Wolf)
- 1995: Alle lieben Willy Wuff
- 1995: Das Traumschiff – Mauritius (Fernsehreihe)
- 1995–2004: Polizeiruf 110 (Fernsehreihe, als Karl-Heinz Küppers)
  - 1995: 1A Landeier
  - 1995: Roter Kaviar
  - 1997: Gänseblümchen
  - 1998: Mordsmäßig Mallorca
  - 2000: La Paloma
  - 2000: Bruderliebe
  - 2001: Fliegende Holländer
  - 2004: Mein letzter Wille
- 1995: Blutspur in den Osten
- 1995: Schwurgericht (Fernsehreihe)
- 1996: Im Namen des Gesetzes (Fernsehserie, Folge Auf und davon)
- 1996: Ein starkes Team – Mörderisches Wiedersehen (Fernsehreihe)
- 1997: Unser fremdes Kind – Horst Schneider
- 1998: Tatort – Voll ins Herz (Fernsehreihe)
- 1999: Ein großes Ding
- 1999: Schande
- 2000: Natascha
- 2000–2001: Im Fadenkreuz (Fernsehserie, 3 Folgen)
- 2001: Die Manns – Ein Jahrhundertroman (Fernsehdreiteiler)
- 2001: Polizeiruf 110 – Kurschatten
- 2002: Das Traumschiff – Thailand
- 2002: Tatort – Fakten, Fakten …
- 2002: Hotte im Paradies
- 2003: Amundsen der Pinguin
- 2003: Denninger – Der Mallorcakrimi
- 2003: Tatort – Außer Kontrolle
- 2004–2011: Alarm für Cobra 11 – Die Autobahnpolizei (Fernsehserie, verschiedene Folgen)
  - 2004: Ohne Ausweg
  - 2008: Totalverlust
  - 2011: Babyalarm
- 2004: Wolffs Revier (Fernsehserie, Folge Karambolage)
- 2004: Küss mich, Kanzler!
- 2004: Polizeiruf 110 – Rosentod
- 2005: Der letzte Zeuge (Fernsehserie, Folge Die Sensationsreporterin)
- 2004: Der Untergang (Kino)
- 2005: Oktoberfest (Kino)
- 2005: Der Pfundskerl (Fernsehserie, Folge Schlaflose Nächte)
- 2005: Balko (Fernsehserie, Folge Mittwochs Geheimnis)
- 2005, 2008: SOKO Kitzbühel (Fernsehserie, verschiedene Rollen, 2 Folgen)
- 2006: SOKO Rhein-Main (Fernsehserie, Folge Startbahn frei!)
- 2006: Tatort – Sternenkinder
- 2006: Tatort – Der Tag des Jägers
- 2006: Pfarrer Braun – Der unsichtbare Beweis (Fernsehreihe)
- 2006: Der Untergang der Pamir
- 2006: Polizeiruf 110 – Schneewittchen
- 2006: Ein starkes Team – Gier
- 2007, 2015: SOKO Köln (Fernsehserie, verschiedene Rollen, 2 Folgen)
- 2007: Der Staatsanwalt (Fernsehserie, Folge Glückskinder)
- 2007: Zu schön für mich
- 2007: Der geköpfte Hahn (Kino)
- 2007: GSG 9 – Ihr Einsatz ist ihr Leben (Fernsehserie, Folge Schicksalsschlag)
- 2007: Suchkind 312
- 2007: Der Kriminalist (Fernsehserie, Folge Freier Fall)
- 2008: Ein Ferienhaus in Marrakesch
- 2008: Willkommen zuhause
- 2008: Der Abgrund – Eine Stadt stürzt ein
- 2009: Küstenwache (Fernsehserie, Folge Duell ohne Gnade)
- 2009: Soltau (Kurzfilm)
- 2010: Tatort – Klassentreffen
- 2010, 2012: Die Rosenheim-Cops (Fernsehserie, verschiedene Rollen, 2 Folgen)
- 2010: 380.000 Volt – Der große Stromausfall
- 2010, 2021: SOKO Stuttgart (Fernsehserie, Folgen Fatale Begabung, Doppeltes Spiel)
- 2010–2012: Countdown – Die Jagd beginnt (Fernsehserie, 24 Folgen)
- 2010: Alpha 0.7 – Der Feind in dir (Fernsehserie, 6 Folgen)
- 2011: Mein Herz in Malaysia
- 2012: Das Vermächtnis der Wanderhure
- 2013: Wechselspiel
- 2013: SOKO Leipzig (Fernsehserie, Folge Das letzte Lied)
- 2014: Der letzte Bulle (Fernsehserie, 8 Folgen)
- 2015: Das goldene Ufer
- 2016: Das Traumschiff – Cook Islands
- 2016: Morden im Norden (Fernsehserie, Folge Ausgeblutet)
- 2018: Der Alte – Folge 415: Fürs Kind allein
- 2018: Notruf Hafenkante (Fernsehserie, Folge Verbotene Liebe)
- 2018: Schattengrund – Ein Harz-Thriller
- 2019: Beck is back! (Fernsehserie, Folge Endstation)
- 2019: 23 Morde – Bereit für die Wahrheit? (Fernsehserie, 2 Folgen)
- 2020: Rosamunde Pilcher – Von Tee und Liebe
- 2020: Der Bergdoktor – Die große Kälte
- 2021: Tatort: Hetzjagd
- 2022: Hubert ohne Staller (Fernsehserie, Folge Tod des Sokrates)

### Als Synchronsprecher
für Michael Wincott
- 1992: 1492 – Die Eroberung des Paradieses als Adrián de Móxica
- 1997: Metro – Verhandeln ist reine Nervensache als Michael Korda

für Ben Cross
- 1995: Der 1. Ritter als Prinz Malagant
- 2008: Lost City Raiders als Nicholas Filiminov

für Ron Perlman
- 1995: Die Stadt der verlorenen Kinder als One
- 2015: Manolo und das Buch des Lebens als Xibalba

für Keith David
- 2000: Blond und skrupellos als Detective Davis
- 2001: Final Fantasy – Die Mächte in dir als Ratsmitglied 1
- 2024: Hazbin Hotel als Husk

für Dwayne Johnson
- 2003: Welcome to the Jungle als Beck
- 2006: Southland Tales als Boxer Santaros / Jericho Cane

für Robert Wisdom
- 2009–2014: Burn Notice als Vaughn Anderson
- 2013–2014: Nashville als Coleman Carlisle

für Sean Bean
- 2010: Death Race 2 als Markus Kane
- 2011: Age of Heroes als Maj. Jack Jones

für Dave Bautista
- 2010: Wrong Side of Town als Big Ronnie „B.R.“
- 2013: Riddick: Überleben ist seine Rache als Diaz

für Russell Crowe
- 1995: Wilder Zauber als Alex Ross
- 1999: Mystery – New York: Ein Spiel um die Ehre als Sheriff John Biebe
- 2000: Insider als Jeffrey Wigand

für Kevin Bacon
- 2005: Loverboy als Marty
- 2005: Wahre Lügen als Lanny Morris
- 2007: Death Sentence – Todesurteil als Nick Hume

für Thomas Haden Church
- 2006: Broken Trail als Tom Harte
- 2009: Verrückt nach Steve als Hartman Hughes
- 2012: Wir kaufen einen Zoo als Duncan Mee

für Corey Burton
- 2009–2012: Star Wars: The Clone Wars als Cad Bane (2. Stimme)
- 2021: Star Wars: The Bad Batch als Cad Bane (Folgen 1.08–1.09)
- 2022: Star Wars: Das Buch von Boba Fett als Cad Bane (Folgen 1.06–1.07)

für Dorian Harewood
- 1990: Starfire als Borg
- 2001: Gnadenloses Duell als Brad Lily
- 2001: Gefangen im Bermuda-Dreieck als Captain Louis Morgan
- 2001: Glitter – Glanz eines Stars als Guy Richardson

für Josh Brolin
- 2010: Wall Street: Geld schläft nicht als Bretton James
- 2013: Gangster Squad als Sgt. John O’Mara
- 2013: Labor Day als Frank Chambers
- 2015: Inherent Vice – Natürliche Mängel als Lt. Det. Christian F. Bjornsen

für J. K. Simmons
- 2014: Whiplash als Terence Fletcher
- 2016: Kung Fu Panda 3 als Kai
- 2016: La La Land als Bill
- 2024: Red One – Alarmstufe Weihnachten als Nick / Weihnachtsmann

für Bruce Greenwood
- 1997: Das süße Jenseits als Billy Ansel
- 2005: Im Rennstall ist das Zebra los als Nolan Walsh
- 2006: Antarctica – Gefangen im Eis als Davis McClaren
- 2006: Déjà Vu – Wettlauf gegen die Zeit als Jack McCready
- 2009: Maos letzter Tänzer als Ben Stevenson
- 2009: Star Trek als Captain Christopher Pike
- 2013: Star Trek Into Darkness als Admiral Christopher Pike
- 2019: Doctor Sleeps Erwachen als Dr. John Dalton

für Idris Elba
- 2010–2019: Luther als DCI John Luther
- 2013: Pacific Rim als Stacker Pentecost
- 2016: Bastille Day als Briar
- 2016: Zoomania als Chief Bogo
- 2019: Fast & Furious: Hobbs & Shaw als Brixton Lore
- 2019: Turn Up Charlie als Charlie Ayo
- 2021: The Suicide Squad als Robert DuBois / Bloodsport
- 2022: Sonic the Hedgehog 2 als Knuckles the Echidna
- 2022: Thor: Love and Thunder als Heimdall
- 2022: Three Thousand Years of Longing als Dschinn
- 2023: Hijack als Sam Nelson
- 2024: Knuckles als Knuckles the Echidna
- 2024: Sonic the Hedgehog 3 als Knuckles the Echidna

für Philip Seymour Hoffman
- 1999: Makellos als Rusty Zimmerman
- 2002: Love Liza als Wilson Joel
- 2002: Punch-Drunk Love als Dean Trumbell
- 2002: Roter Drache als Freddy Lounds
- 2004: … und dann kam Polly als Sandy Lyle
- 2005: Empire Falls – Schicksal einer Stadt als Charlie Mayne
- 2006: Mission: Impossible 3 als Owen Davian
- 2007: Die Geschwister Savage als Jon Savage
- 2008: Glaubensfrage als Vater Brendan Flynn
- 2009: Radio Rock Revolution als Der Count
- 2010: Jack in Love als Jack
- 2011: Die Kunst zu gewinnen – Moneyball als Art Howe
- 2012: The Master als Lancaster Dodd
- 2012: Saiten des Lebens als Robert Gelbart
- 2013: Die Tribute von Panem – Catching Fire als Plutarch Heavensbee
- 2014: A Most Wanted Man als Günther Bachmann
- 2014: Die Tribute von Panem – Mockingjay Teil 1 als Plutarch Heavensbee
- 2015: Die Tribute von Panem – Mockingjay Teil 2 als Plutarch Heavensbee

#### Filme
- 1989: Tödliches Versteck als Tom Sykes (Gary Busey)
- 1994: Ich kann nicht schlafen als Theo (Alex Descas)
- 1996: The Crow – Die Rache der Krähe als Curve (Iggy Pop)
- 1996: Dead Man Walking – Sein letzter Gang als Matthew Poncelet (Sean Penn)
- 1998: Sphere – Die Macht aus dem All als Dr. Harry Adams (Samuel L. Jackson)
- 1999: Titus als Aaron (Harry Lennix)
- 2002: Femme Fatale als Black Tie (Eriq Ebouaney)
- 2002: Riders als Lt. Macgruder (Bruce Payne)
- 2003: Spun – Leben im Rausch als Der Koch (Mickey Rourke)
- 2004: Blade Trinity als  Drake (Dominic Purcell)
- 2005: Sahara – Abenteuer in der Wüste als Modibo (Paulin Fodouop)
- 2006: V wie Vendetta als V / William Rockwood (Hugo Weaving)
- 2006: Five Fingers als Ahmat (Laurence Fishburne)
- 2006: Wächter des Tages – Dnevnoi Dozor als Anton Gorodetsky (Konstantin Khabenski)
- 2007: My Name Is Bruce als Bruce Campbell (Bruce Campbell)
- 2007: Zimmer 1408 als Handwerker (Isiah Whitlock jr.)
- 2007: Harry Potter und der Orden des Phönix als Kingsley Shacklebolt (George Harris)
- 2008: Cadillac Records als Muddy Waters (Jeffrey Wright)
- 2008: Der Killer und die Nervensäge als Milan (Richard Berry)
- 2008: Slumdog Millionär als Javed (Mahesh Manjrekar)
- 2009: Das Kabinett des Doktor Parnassus als Mr. Nick (Tom Waits)
- 2010: A Nightmare on Elm Street als Alan Smith (Clancy Brown)
- 2010: Point Blank – Aus kurzer Distanz als Kommissar Patrick Werner (Gérard Lanvin)
- 2010: Elite Squad: Im Sumpf der Korruption als Captain Nascimento (Wagner Moura)
- 2011: Tyrannosaur – Eine Liebesgeschichte als Joseph (Peter Mullan)
- 2013: Thor – The Dark Kingdom als König Bor (Tony Curran)
- 2015: Kingsman: The Secret Service als Befrager (Richard Brake)
- 2016: The Jungle Book als Rocky, das Nashorn (Russell Peters)
- 2017: Justice League als Steppenwolf (Ciarán Hinds)
- 2018: Shape of Water – Das Flüstern des Wassers als Richard Strickland (Michael Shannon)
- 2021: Zack Snyder’s Justice League als Steppenwolf (Ciarán Hinds)
- 2021: Halloween Kills als Tommy Doyle (Anthony Michael Hall)

#### Serien
- 2009–2010: Lost als Frank Lapidus (Jeff Fahey)
- 2010–2013: Spartacus als Crixus (Manu Bennett)
- 2011–2012: Die Borgias als Giovanni Sforza (Ronan Vibert)
- 2013: Borgia als Girolamo Savonarola (Iain Glen)
- 2012: Terra Nova als Commander Nathaniel Taylor (Stephen Lang)
- 2014–2017: Black Sails als Mr. Scott (Hakeem Kae-Kazim)
- 2014–2018: Marvel’s Agents of S.H.I.E.L.D. als General Glenn Talbot / Graviton (Adrian Pasdar)
- 2015: The Shannara Chronicles als Allanon (Manu Bennett)
- 2015–2017: The Frankenstein Chronicles als Billy Oates (Robbie Gee)
- 2018: 1983 als Anatol Janów (Robert Więckiewicz)
- seit 2018: The Rookie als Officer Quigley Smitty (Brent Huff)
- 2017–2018: Wolkig mit Aussicht auf Fleischbällchen als Tim Lockwood (Seán Cullen)
- 2017–2023: Attack on Titan als Zeke Jäger (Takehito Koyasu)
- 2019: Der dunkle Kristall: Ära des Widerstands (Netflix-Serie) als The Emperor / Der Mächtigste (Jason Isaacs)
- 2021–2024: What If…? als Der Watcher (Jeffrey Wright)
- 2022: The Tourist – Duell im Outback als Tony (Jasper Bagg)

#### Videospiele
- 1999: Gabriel Knight 3, als Gabrial Knight (Ritter)
- 2007: Kane & Lynch: Dead Men als Kane
- 2010: Kane & Lynch 2: Dog Days als Kane
- 2010: Batman: Arkham City als Gefängnisinsasse
- 2013: Assassin’s Creed IV: Black Flag als Adéwalé
- 2014: Assassin’s Creed Rogue als Adéwalé
- 2016: Gears of War 4 als Marcus Fenix
- 2016: League of Legends als Jhin
- 2019: Gears 5 als Marcus Fenix
- 2021: Deathloop als Colt
- 2021: It Takes Two als Squirrel Chief
- 2023: Cyberpunk 2077: Phantom Liberty als Solomon Reed (Idris Elba)

## Hörproduktionen (Auswahl)

### Hörspiele
- 2011: Chester Himes: Fenstersturz in Harlem – Regie: Martin Heindel (Hörspiel, SWF)[4]
- 2011: N. N.: Feldpost – Briefe deutscher Soldaten aus Afghanistan – Regie: Antje Vowinckel (Hörspiel, SWF)[5]
- 2011: Thomas Koch: Kleiner Lauschangriff – Regie: Petra Feldhoff (Hörspiel, WDR)[6]
- 2012: Jörg Buttgereit: Die Bestie von Fukushima – Regie: Jörg Buttgereit (Hörspiel, WDR)[7]
- 2012: Christian Wittmann: T.A.Z. – Temporäre Autonome Zone – Regie: Christian Wittmann (Collage, Deutschlandradio)[8]
- 2012: Karl May: Der Schatz im Silbersee – Regie: Hans Helge Ott (Hörspiel, SWF, BR u. a.)[9]
- 2013: Daniel Suarez: Daemon – Die Welt ist nur ein Spiel – Regie: Petra Feldhoff (Hörspiel, WDR, 3 Teile)[10][11][12]
- 2013: William S. Burroughs: Die letzten Worte von Dutch Schultz – Regie: Christian Wittmann (Hörspiel, WDR)[13]
- 2013: Martin Heindel: Eifelgeist – Regie: Martin Heindel (Hörspiel, WDR)[14]
- 2013: Daniel Suarez: Darknet – Regie: Petra Feldhoff (Hörspiel, WDR, 2 Teile)[15][16]
- 2013: Erhard Schmied: Die Spur des Geldes – Regie: Christoph Pragua (Hörspiel, WDR)[17]
- 2013: Bodo Traber: Sir Joe – Regie: Petra Feldhoff (Hörspiel, WDR)[18]
- 2014: Jörg Buttgereit: Das Märchen vom unglaublichen Super-Kim aus Pjöngjang – Regie: Jörg Buttgereit (Hörspiel, WDR)[19]
- 2014: Michael Ende: Die unendliche Geschichte – Regie: Petra Feldhoff (Hörspiel, WDR)[20]
- 2015: Céline Minard: Mit heiler Haut – Regie: Christian Wittmann und Georg Falk-Huber (Hörspiel, WDR)[21]
- 2015: Bodo Traber: Delay – Regie: Petra Feldhoff (Hörspiel, WDR)[22]
- 2018: Bodo Traber: Nacht und Neumond – Regie: Bodo Traber (Hörspiel, WDR)[23]
- 2023: Bodo Traber: Slughunters. Jagd auf die Jäger – Regie: Bodo Traber (Hörspiel, WDR, 5 Teile)[24]
- 2023: Anne-M. Keßel: Boudicca. Die Keltenkriegerin – Regie: Martin Zylka (Hörspiel-Podcast, WDR, 8 Folgen)[25]

### Hörbücher
- 2012: Neil Cross: Luther – Die Drohung (Hörbuch, Vorgeschichte zur TV-Serie), DAV, ISBN 978-3-86231-156-9
- 2014: Frank Schätzing: Breaking News (Hörbuch), Hörverlag, ISBN 978-3-8445-1493-3